# Сокологірськ (станція)
Сокологірськ — проміжна залізнична станція Луганської дирекції Донецької залізниці на лінії Дебальцеве — Попасна між станціями Стаханів (14 км) та Голубівка (5 км). Розташована в середмісті Сокологірська Алчевського району Луганської області.

## Історія
Станція відкрита 1878 року під первинною назвою Варваропілля. 
У 1964 році перейменована на станцію Первомайськ.
З 2014 року, через військову агресію Росії на сході Україні, транспортне сполучення тимчасово припинене.
У травні 2023 року, в ході дерусифікації інфраструктури «Укрзалізниці», Луганська ОВА запропонувала долучитися до обрання назв 9 станцій, що на Луганщині, в тому числі і станції Первомайськ, яку передбачалося перейменувати на Вугільнопромислову.
17 січня 2025 року постановою Кабінету Міністрів України станцію 
Первомайськ перейменовано на Сокологірськ.